# 真王 (杜洛周)
真王（しんおう）は、南北朝時代の北魏で杜洛周が建てた私元号。525年 - 528年。

## 西暦との対照表
| 真王 | 元年  | 2年   | 3年   | 4年   |
| 西暦 | 525年 | 526年 | 527年 | 528年 |
| 干支 | 乙巳  | 丙午  | 丁未  | 戊申  |